# Dungeons and Dragons: Warriors of the Eternal Sun
 (octobre 2019).
Si vous disposez d'ouvrages ou d'articles de référence ou si vous connaissez des sites web de qualité traitant du thème abordé ici, merci de compléter l'article en donnant les références utiles à sa vérifiabilité et en les liant à la section « Notes et références ».
Dungeons and Dragons: Warriors of the Eternal Sun est un jeu vidéo de rôle sorti en 1992 sur Mega Drive. Le jeu a été développé par Westwood Associates et édité par Sega.
Warriors of the Eternal Sun se déroule dans l'univers de Mystara, un décor de campagne pour le jeu de rôle médiéval-fantastique Donjons et Dragons développé par TSR de 1980 à 1995 à travers différents suppléments.